# 有馬広之
有馬 広之（ありま ひろゆき、寛保3年（1743年） - 寛政2年2月12日（1790年3月27日））は、江戸時代の高家旗本。堀川広益の次男。生母は秀小路の養女。初名は広福。通称は熊之丞、修理。官位は従四位上侍従・兵部大輔。
寛延2年（1749年）11月1日、将軍徳川家重に御目見する。表高家に列する。宝暦6年（1756年）7月6日、父広益の死去により家督を相続する。宝暦7年（1757年）12月24日、高家職に就き、従五位下侍従・兵部大輔に叙任する。後に従四位上に昇進する。安永5年（1777年）4月4日、高家肝煎となる。安永7年（1779年）4月1日、堀川姓から有馬姓に改める。久留米藩主有馬頼徸（赤松氏庶流摂津有馬氏）と同じく村上源氏であったためである。寛政2年（1790年）2月12日死去、58歳。
正妻は牧野忠篤の養女。三男広春ら5男3女あり、そのうち1人は養女。